# Gutka

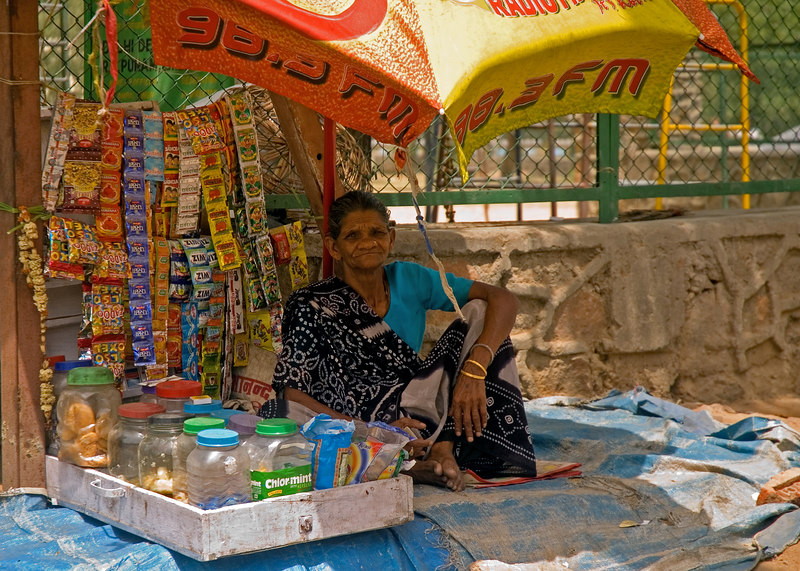
Gatuförsäljare i Indien som säljer Gutka.

Gutka (också stavat gutkha, guttkha eller guthka) är en kryddad, söt tobaksprodukt från Indien som används liknande snus. Gutka innehåller betelpalmnöt, akacianöt, tobak, lime och en söt fruktjuice. Den färgas sedan med polyfenolen Catechin. Gutka används i olika åldersgrupper, men marknadsförs i Indien främst som billig. Därför förekommer att även barn använder den. Eftersom den visats sig framkalla cancer, har den setts mer och mer som ett problem. Flera indiska delstater vill förbjuda den cancerframkallande produkten. 
Gutka är ovanligt utanför Indien, men emigrerade indier tar ibland med sig sin vana till det nya landet. Gutka är vanligen brunt, men förpackningarna finns i olika färger, det är vanligen sött. 